# الاتحاد العام للكشافة والمرشدات

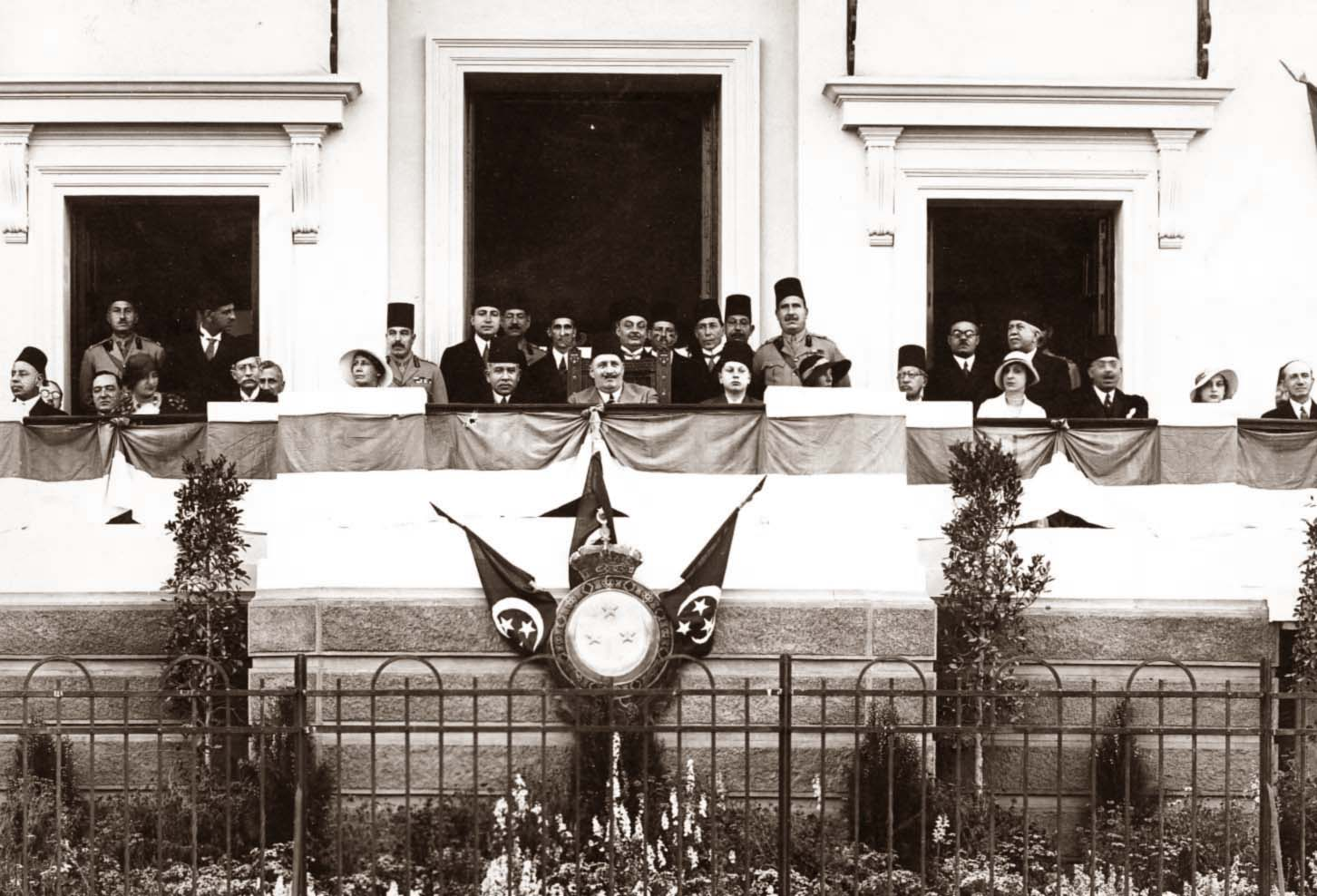
اجتماع الملك فؤاد مع أعضاء الكشافة وقد كان «الكشاف الأول»

صورة توضيحية للزي الإرشادي لمرشدات الكشافة المصرية

الاتحاد العام للكشافة والمرشدات هيئة تطوعية تتولى مسؤولية حركة الكشافة والمرشدات بمصر.

## التاريخ
بدأت ذروة الحركة الكشفية في مصر عام 1914 م وسُجلت بالمنظمة الكشفية العالمية بجنيف عام 1922 م وسُجلت بالمنظمة الكشفية العربية عام 1954 م كما بدأت حركة المرشدات في مصر عام 1925 م وتم تسجيلها عالميا 1930 م والمسؤول عن الكشافة المصرية هو الاتحاد العام للكشافة والمرشدات والذي يضم في عضويته أربع جمعيات مركزية هي الفتيان والبحرية والجوية والمرشدات وكل منها لها فروع في كل محافظة على مستوى الجمهورية.
وقد تم إشهار الاتحاد العام للكشافة والمرشدات بوزارة الشباب تحت رقم (40) لسنة 1976 والمعدل بالقانون رقم 51 لسنة 1978 م.

## الهدف
- بث روح الولاء والفداء للوطن بين الشباب
- تنشئة الشباب التنشئة الوطنية الصادقة
- تكوين عادات الاعتماد على النفس والطاعة والتعاون.
- المشاركة في مشروعات الخدمة العامة وتنمية المجتمع وخدمة البيئة.
- المساهمة في تنمية روح الإخاء والسلام العالمي بين الشعوب والثقافات المختلفة.

## نطاق العمل
النطاق الجغرافي لعمل الاتحاد في جميع محافظات الجمهورية حيث يتكون الاتحاد من 4 جمعيات مركزية وهي (الفتيان ـ البحرية ـ الجوية ـ المرشدات) ويتبع كل جمعية مركزية منهم جمعية إقليمية بكل محافظة من محافظات الجمهورية وينسق العمل فيما بينهم داخل المحافظة اللجنة التنسيقية

## اللجان
- اللجنة الفنية
- لجنة التنمية القيادية
- لجنة البرامج
- لجنة خدمة وتنمية المجتمع والبيئة
- اللجنة المالية لجنة العلاقات الخارجية
- لجنة العلاقات العامة والإعلام
- لجنة المعسكرات
- لجنة التأريخ الكشفي
- لجنة المنظمات والهيئات الدولية
- لجنة اللوائح والقوانين
- لجنة الأوسمة والأنواط
- لجنة تنمية الموارد
- اللجنة العلمية
- لجنة ذوى الاحتياجات الخاصة